# Jonathan Jones (velocista)
Jonathan Noel Maurice Jones (Bridgetown, 6 febbraio 1999) è un velocista barbadiano, medaglia di bronzo nei 400 metri piani ai Giochi del Commonwealth 2022.

## Biografia
Nato in Florida negli Stati Uniti d'America nel 1999, dal 2018 studia all'Università del Texas ad Austin facendo parte dei Texas Longhorns.
Nel 2021 arriva 4º ai campionati NCAA sui 400 m, stabilendo il nuovo record nazionale di Barbados e qualificandosi ai Giochi olimpici. A Tokyo arriva ultimo nella sua semifinale dei 400 m, venendo eliminato.
Nel 2022 ha vinto il Big 12 a Lubbock in Texas stabilendo il nuovo record nazionale col tempo di 44"43. Ai Mondiali in Oregon giunge 8º nella finale dei 400 m, mentre due settimane più tardi vince la medaglia d'oro ai Giochi del Commonwealth sempre nei 400 m.

## Record nazionali
Seniores
- 400 metri piani: 44"43 ( Lubbock, 15 maggio 2022)[2]
- 400 metri piani indoor: 45"38 ( Lubbock, 8 febbraio 2019)
- 800 metri piani: 1'45"83 ( Austin, 24 marzo 2022)

## Palmarès
| Anno | Manifestazione          | Sede         | Evento       | Risultato  | Prestazione | Note        |
| ---- | ----------------------- | ------------ | ------------ | ---------- | ----------- | ----------- |
| 2017 | Panamericani U20        | Trujillo     | 1500 m piani | 8º         | 3'56"10     |             |
| 2018 | Mondiali U20            | Tampere      | 400 m piani  | 8º         | 48"01       | [ 3 ]       |
| 2019 | Giochi panamericani     | Lima         | 400 m piani  | 5º         | 45"35       | [ 4 ]       |
| 2021 | Campionati NACAC U23    | San José     | 400 m piani  | Oro        | 46"20       | [ 5 ]       |
| 2021 | Giochi olimpici         | Tokyo        | 400 m piani  | Semifinale | 45"61       | [ 6 ]       |
| 2022 | Mondiali                | Eugene       | 400 m piani  | 8º         | 46"13       | [ 7 ] [ 8 ] |
| 2022 | Giochi del Commonwealth | Birmingham   | 400 m piani  | Bronzo     | 44"89       | [ 9 ]       |
| 2022 | Giochi del Commonwealth | Birmingham   | 4×400 m      | 4º         | 3'03"92     | [ 10 ]      |
| 2023 | Giochi CAC              | San Salvador | 400 m piani  | Finale     | dnf         |             |
| 2023 | Mondiali                | Budapest     | 400 m piani  | Batteria   | 46"03       |             |
| 2024 | World Relays            | Nassau       | 4×400 m      | Batteria   | 3'03"72     |             |

## Campionati nazionali
- 1 volta campione nazionale assoluto dei 400 m piani (2019)
- 1 volta campione nazionale assoluta dei 1500 m piani (2017)

2017
- Oro ai campionati barbadiani (Saint Michael), 1500 m piani - 3'55"08

2019
- Oro ai campionati barbadiani (Saint Michael), 400 m piani - 45"69

## Altre competizioni internazionali
2015
- Bronzo ai CARIFTA Games U18 ( Basseterre), 800 m piani - 1'58"43[11]
- Argento ai CARIFTA Games U18 ( Basseterre), 1500 m piani - 4'04"03

2016
- Oro ai CARIFTA Games U18 ( Saint George's), 800 m piani - 1'49"88
- Oro ai CARIFTA Games U18 ( Saint George's), 1500 m piani - 3'57"19
- Argento ai CARIFTA Games U18 ( Saint George's), 4×400 m - 3'13"16

2017
- 6º ai CARIFTA Games U20 ( Willemstad), 400 m piani - 48"70
- Oro ai CARIFTA Games U20 ( Willemstad), 800 m piani - 1'51"51

2018
- Argento ai CARIFTA Games U20 ( Nassau), 400 m piani - 46"97[12]
- Oro ai CARIFTA Games U20 ( Nassau), 800 m piani - 1'49"58 [13]
- Argento ai CARIFTA Games U20 ( Nassau), 4×400 m - 3'08"31[14]

2019
- 4º al Prefontaine Classic ( Eugene), 400 m piani - 45"46
- Argento ai London Anniversary Games ( Londra), 400 m piani - 44"63